# 丰特夫罗修道院
丰特夫罗圣母修道院（法語：Abbaye Notre-Dame de Fontevraud）是一处受本笃会影响的古老修道院，也是丰特夫罗修会的总部。在1101年由罗贝尔·达布里塞尔，地处安茹，紧邻蒙索罗，最近的大城市是索米尔，地处安茹、普瓦图和图赖讷交界，是欧洲最大的修士城市之一。
最初丰特夫罗修道院受安茹伯爵保护，后来金雀花王朝把此处变为他们的墓地。在13世纪后，修道院开始衰落，在此后长达两个世纪内受到波旁王朝管辖。法国大革命后，修道院的宗教功能被取消，建筑主体被改建为监狱，直到1963年。
1840年，丰特夫罗修道院被列为法国历史遗迹， 2000年被列入联合国世界遗产。